# Chipewyan
Chipewyan.– Jedno od najjačih plemena ili grupa plemena Athapaskan Indijanaca naseljeno kroz južnu Kanadu između Velikog ropskog jezera i rijeka Slave i Athabaska.  Njihovu ranu populaciji Mooney (1937) procjenjuje na 3,500 (1670). Iz područja Alberte Chipewyani su se raširili golemim područjem po kanadskim provincijama Manitoba, Saskatchewan i Sjeverozapadnim Teritorijem (Northwest Territories). Swanton Chipewyane dijeli na 4 glavne grupe: 
- Athabaska, između jezera Athabaska i Velikog Ropskog jezera.
- Desnedekenade, duž rijeke Slave, blizu Fort Resolutiona.
- Etheneldeli ili Caribou-Eaters, oko jezera Caribou, Axe, i Brochet.
- Thilanottine, na obalama jezera Lacrosse i između Cold Lake i Fort Locha.
- Edjieretrukenade, ili buffalo people; Hodge ih navodi kao Chipewyan pleme s rijeke Buffalo, Kanada.[1]

Alexander Mackenzie je (1801) procjeno broj od 400 Athabaska Chipewyana. Mooney kaže da je 1670. bilo 1,250 Caribou-Eatersa. Godine 1906. od 2,420 Chipewyana 900 je pripadalo Caribou-Eatersima. Pleme Tatsanottine ili Yellow Knives, prema Swantonu, također je bilo dio Chipewyana. Jennes ovu grupu smatra posebnom. 

## Povijest
Petitot (1876) izjavljuje da su 1718. Chipewyani živjeli na Peace Riveru, nakon čega su Cree naoružani vatrenim oružjem otjerali Indijance Slave ili Etchaottine s lovišta duž Peace Rivera. Chipewyani na ovo napadnu Creeje i otjeraju ih, te zauzmu bivše staništa Slavea. Ovi ratovi izgleda vodili su se zbog trgovine krznom s kompanijom Hudson Bay.  Cree su potisnuti na sjever i zauzeli područje između jezera Athabaska i Velikog ropskog jezera, tjerajući Beavere s Peace Rivera, a ovi pak Sekane u područje Stjenjaka. Nakon ove gužve dolazi do epidemije boginja koje su decimirale Chipewyane i Creeje. Dijelovi Creeja koje su Chipewyani potiskivali, kasnije se ponovno naseljavaju uz jezero Athabaska i na Slave River, pa i južne i istočne obale Velikog Ropskog jezera. Creeja je još i danas ostalo na području uz jezero Athabaska, domovinu Athabaska Chipewyana. Boginje što su 1784. pogodile Chipewyane pobile su 90% njihove populacije. Boginje ih pogađaju opet 1881. i na kraju 1948. ospice. Danas su Chipewyani podijeljeni po mnogim bandama, a svih skupa (1996) popisano je 15,200 pripadnika raznih bandi.

## Kultura
Kultura Chipewyana je sub-arktička i nomadska, lov i ribolov glavna su zanimanja ovih ljudi. Bili su organizirani po malenim bandama koje su se satojale od proširenih obitelji, što su se sezonski kretali za stadima karibua. Jedna od njihovih glavnih grupa, Etheneldeli, čak su dobili i ime Caribou-Eaters, što će reći 'karibu-izjelice'. Obuća, odjeća, tepee-šatori rađeni su od životinjskih koža, kanui od brezove kore (Birchbark canoes) su glavno prijevozno i transportno sredstvo. 

## Vanjske poveznice
- Hodge
- The Chipewyans  Arhivirana inačica izvorne stranice od 29. lipnja 2006. (Wayback Machine)
- Along the Chipewyan-Cree Interface  Arhivirana inačica izvorne stranice od 3. svibnja 2006. (Wayback Machine)
- Chipewyan  Arhivirana inačica izvorne stranice od 8. svibnja 2006. (Wayback Machine)
- Chipewyan
- Chipewyan